# Le Moribond
Le Moribond (Den döende) är en sång på franska av den belgiske sångaren Jacques Brel, som släpptes ursprungligen 1961. Terry Jacks gjorde en känd version på engelska, med titeln Seasons in the Sun. Vikingarna har gjort en svensk version med titeln Sommar varje dag från 1974.